# Заключительное объятие
«Заключительное объятие» — фотография, на которой запечатлены две жертвы обрушения восьмиэтажного здания Рана-Плаза (Савар, Бангладеш) в апреле 2013 года.
Фотография, сделанная внештатным фотографом Таслимой Ахтер, получила третье место в категории «Spot News» конкурса «World Press Photo», а также была включена в список «10 лучших фотографий 2013 года» журнала Time.
Ахтер отметила: «<…> эта пара прочно осталась в моем сердце. У меня возникло так много вопросов. О чём они думали в последний момент своей жизни? Вспоминали ли они родных? Пытались ли спастись? <…> Разве они не заслуживают нашего внимания лишь потому, что они — самая дешёвая рабочая сила в мире? Я получила много писем из разных уголков мира, в которых выражается солидарность с рабочими. Эти письма меня очень вдохновили <…>. Моя фотография — мой протест».